# Mesochorus pullatus
Mesochorus pullatus là một loài tò vò trong họ Ichneumonidae.